# Deborah Bonham
Deborah Bonham (7 de fevereiro de 1962), é uma cantora e compositora britânica de rock e blues, irmã mais nova de John Bonham, o baterista do Led Zeppelin.